# 托马斯·多米安
托马斯·多米安（德語：Thomas Domian，1964年7月5日—），德国男子赛艇运动员。他曾代表西德参加1988年夏季奥林匹克运动会赛艇比赛，获得男子八人单桨有舵手金牌。